# Ernest Gerny

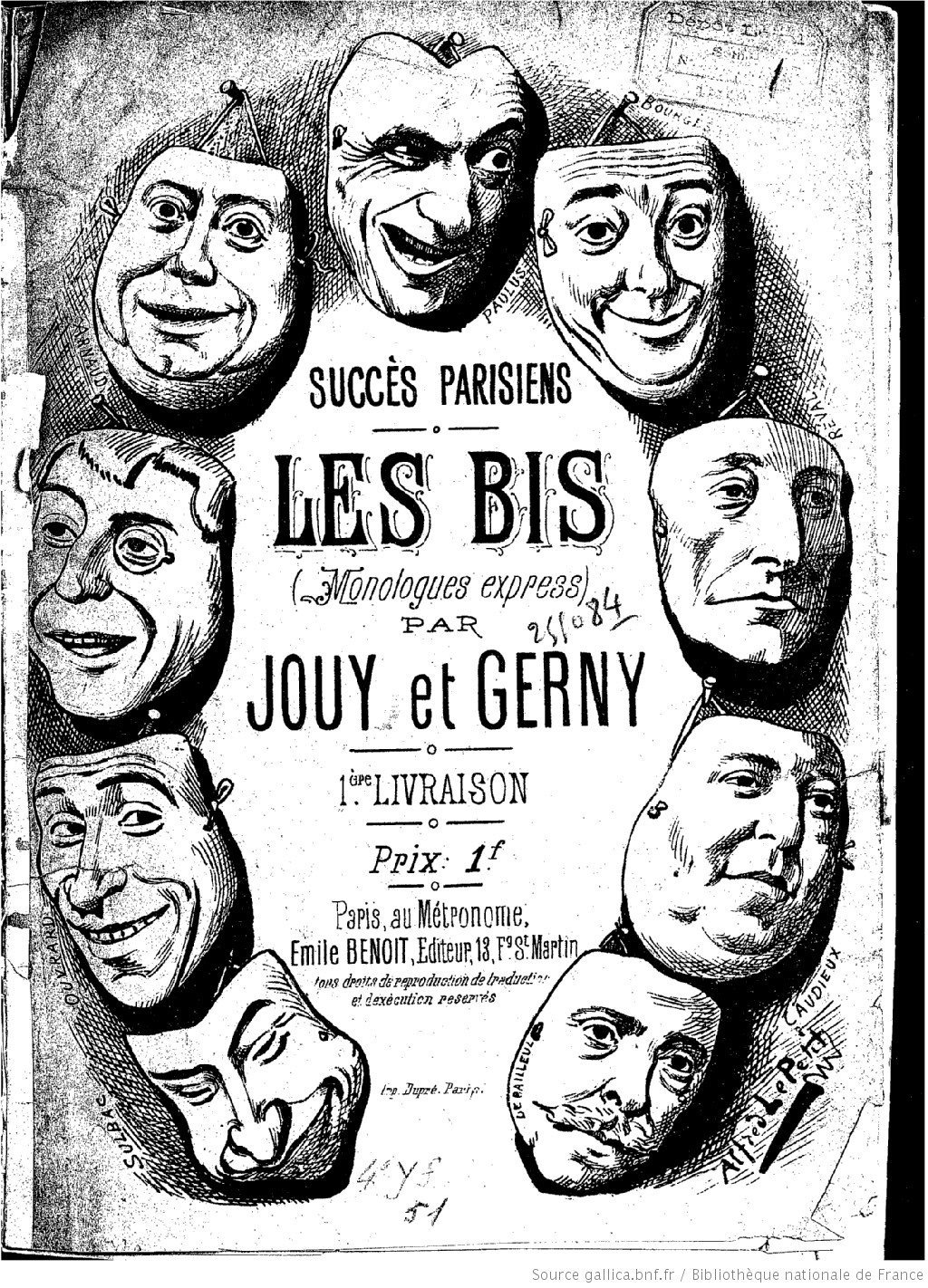
Les Bis par Jouy et Gerny (1889)

Ernest Félicien Gerny, né le 26 février 1851 à Vitry-le-François et mort le 29 juillet 1915 à Saint-Mandé, est un auteur dramatique et compositeur français.

## Biographie
On lui doit de nombreuses chansons à la fin du XIXe siècle sur des paroles de lui-même, de Jules Jouy, de René Esse, d'Eugène Héros... ainsi que des pièces de théâtre qui ont été représentées, entre autres, au Grand-Guignol ou au théâtre de l'Eldorado.
Sa pièce la plus connue reste la comédie Dans un fauteuil, écrite avec Arthur Byl en 1906.
Il existe un enregistrement de son monologue Le Muet mélomane, chanté par Charlus en 1906 ainsi que de son monologue comique Le Cocher Marseillais.
L’œuvre musicale de Gerny reste difficile à recenser car nombre de ses chansons et de ses vaudevilles ont été joués dans des petits cafés sans être signés. On sait par exemple qu'il a composé des chansons et des vaudevilles avec Pierre Mac Orlan mais très peu ont été identifiés.

## Œuvres
Chansons (sélection)
- 1880 : Titi Carabi !, parodie de Toto Carabo, paroles de Jules Jouy, musique d'Ernest Gerny
- 1880 : Ferm' ton pépin, Chaluzot !, chanson populaire, paroles de Will et Gerny, musique d'Émile Spencer
- 1882 : Amour et Soleil, avec Frédéric Doria
- 1886 : C'est comme les dattes, chansonnette, paroles et musique d'Ernest Gerny et Jules Jouy
- 1888 : Accidents de chasse, chansonnette, paroles d'Ernest Gerny et Charles Desmarets, musique de Léopold Gangloff
- 1889 : Les Voyages du général, ou Vingt mille lieues sur les mers, chansonnette
- 1890 : Autres temps, autres mœurs !, chansonnette-monologue, paroles d'Ernest Gerny et René Esse, musique d'Ernest Gerny[7]
- 1890 : L'Amateur de musique, grande scène, paroles et musique d'Ernest Gerny et René Esse
- 1890 : Les Biographies, grande scène à parlé, paroles et musique d'Ernest Gerny et René Esse
- 1890 : Le Chauffeur d'automobile, chansonnette, paroles d'Ernest Gerny et Paul Briollet, musique de Bernard Holzer
- 1890 : La Député musulman, scie marabouliste, paroles et musique d'Ernest Gerny et Paul Briollet
- 1892 : L'Anglais triste, chanson-monologue, paroles d'Ernest Gerny, musique de P. Léonvic
- 1892 : Autour des deux orphelines, grande scène, paroles et musique d'Ernest Gerny et René Esse
- 1894 : L'Affaire de la brasserie d'à côté, paroles et musique d'Ernest Gerny
- 1895 : Alfred le fumiste, scène comique, paroles d'Ernest Gerny et Bazin, musique d'Ernest Gerny
- 1897 : L'Anglais et le Bourgeois, scène comique à deux personnages, paroles d'Ernest Gerny, musique d'Antoine Queyriaux
- 1901 : Cyrano à la foire, saynète à deux personnages, paroles et musique d'Ernest Gerny, Paul Briollet et Théodore Aillaud
- 1902 : A bas la traite des blanches, paroles et musique d'Ernest Gerny et Paul Briollet
- 1911 : La Bague, chanson, avec Pierre Dumarchey, musique de Gabriel Fabre
- 1911 : Les Coffrets, chanson, avec Pierre Dumarchey, musique de Frédéric Gérard

Monologues
- 1889 : Les Bis (monologues-express), avec Jules Jouy
- 1890 : L'Affaire de la rue Meslay, monologue comique, avec René Esse
- 1890 : Les Jumeaux-réclame, monologue avec René Esse
- 1890 : Les Visites du docteur, monologue avec René Esse
- 1890 : Bob à la halle, monologue comique, avec René Esse
- 1892 : Le Condamné, monologue avec René Esse
- 1894 : Monologues alsaciens : Bien mal acquis ne profite jamais, proverbe comique avec parlé, paroles et musique d'Ernest Gerny et Benjamin Bloch
- 1896 : Achat et Vente, monologue, avec René Esse
- 1896 : A la recherche de la tranquillité, monologue comique
- 1902 : L'Anglais et son chien, monologue
- 1911 : Vanderpett et Napoléon, ou le Belge et l'Empereur, monologue, avec Pierre Mac Orlan

Théâtre
- 1885 : La Sainte-Catherine, opérette en 1 acte, avec Hippolyte Lacombe, musique de Frédéric Barbier, à l'Eldorado (31 mai)
- 1889 : L'Échelle sociale, ou les Principes de 89, fantaisie en 1 acte, avec Jules Jouy, à l'Éden-Concert (août)
- 1892 : Les Pauvres de la paroisse, vaudeville en 1 acte, avec Léon Garnier, à Ba-Ta-Clan (15 octobre)
- 1895 : Les Grandes Luttes à la blague, pochade en 1 acte, avec Émile Chicot[8], musique d'Édouard Deransart, au théâtre des Ambassadeurs (avril)
- 1895 : J'viens marier ma fille !, vaudeville en 1 acte, avec Émile Chicot, à la Scala (21 septembre)
- 1903 : Tous domestiques, vaudeville en 1 acte [non représenté]
- 1898 : Ciraunez de Blairgerac[9], parodie presque en vers en 1 acte de Cyrano de Bergerac d'Edmond Rostand, avec Paul Briollet, à l'Eldorado (13 février)[10]
- 1898 : Parisiana-Revue / Paris S'mart, revue en 2 actes et 10 tableaux, avec Paul Briollet et Gardel-Hervé, musique de Laurent Halet, au Parisiana (25 novembre)
- 1899 : L'incident est clos, revue en 1 acte et 2 tableaux, avec Paul Briollet, musique de Gustave Goublier, à l'Eldorado (14 novembre)
- 1900 : La Petite Bohême, folie-vaudeville en 1 acte, avec Paul Briollet et Jacques Yvel, à l'Eldorado (février)
- 1900 : Le Petit Aiglon, parodie en 2 tableaux et en vers de l'Aiglon d'Edmond Rostand, avec Paul Briollet et Georges Arnould, à la Scala (6 avril)
- 1902 : Le Testament Cracfort, pièce en 1 acte notarié, avec Paul Briollet, à l'Eldorado (13 septembre)
- 1903 : Les Nouveaux Jugements du président Lagneau, comédie en 1 acte, avec Paul Briollet, au Concert Parisien (3 avril)
- 1903 : Quand on a travaillé, pièce en 1 acte, avec Paul Briollet, à l'Eldorado (30 mai)
- 1903 : La Borne kilométrique, grande scène comique, avec Antoine Queyriaux
- 1903 : Chambre en ville, fantaisie en 1 acte, avec Paul Briollet [non représentée]
- 1904 : Ferdinand vient de se faire entôler, vaudeville en un acte, avec Paul Briollet, au Concert Parisien (22 janvier)
- 1905 : Le Sergent Fortin, pièce militaire en 1 acte, avec Arthur Byl et Antoine Queyriaux [non représentée]
- 1906 : Dans un fauteuil / La Femme aux sinapismes, comédie en 1 acte, avec Arthur Byl, au théâtre du Grand-Guignol (21 février)
- 1907 : L'A. P.[11], comédie en 1 acte avec Arthur Byl, au théâtre Mévisto (24 novembre)